# Parotis
Parotis är ett släkte av fjärilar. Parotis ingår i familjen Crambidae.

## Bildgalleri

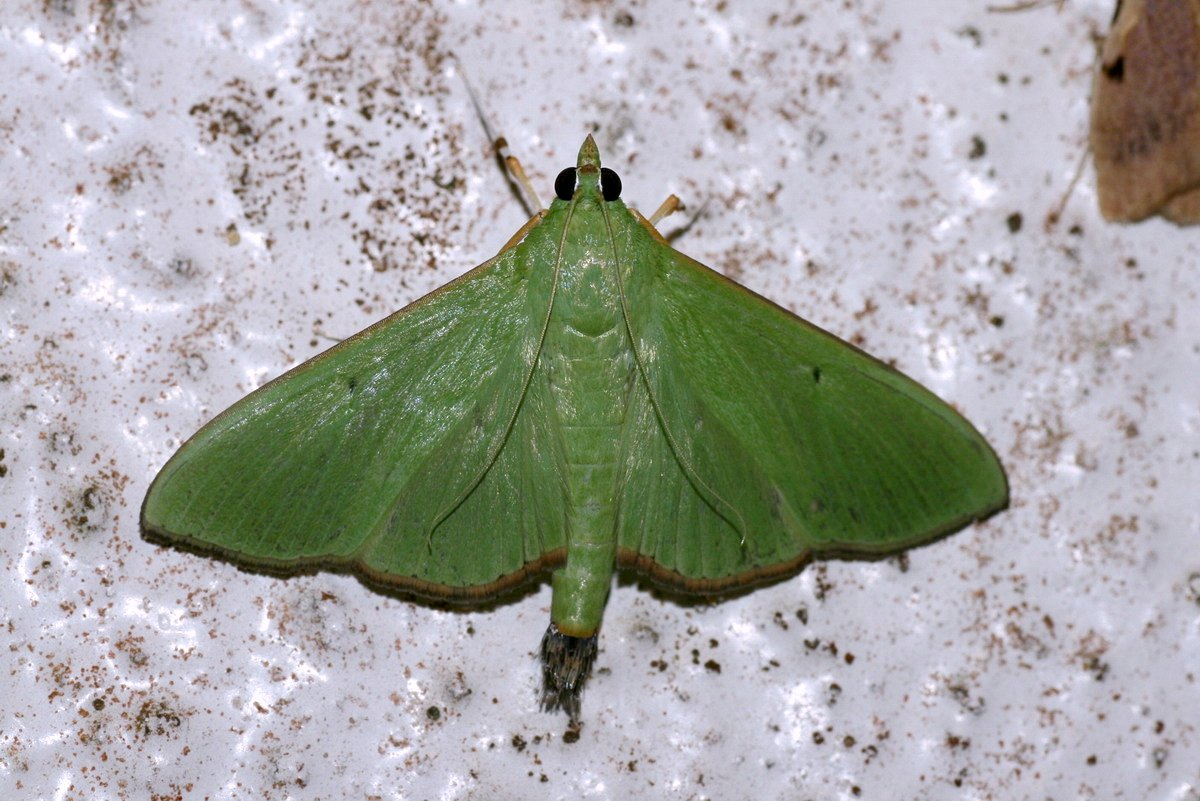
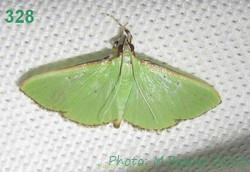
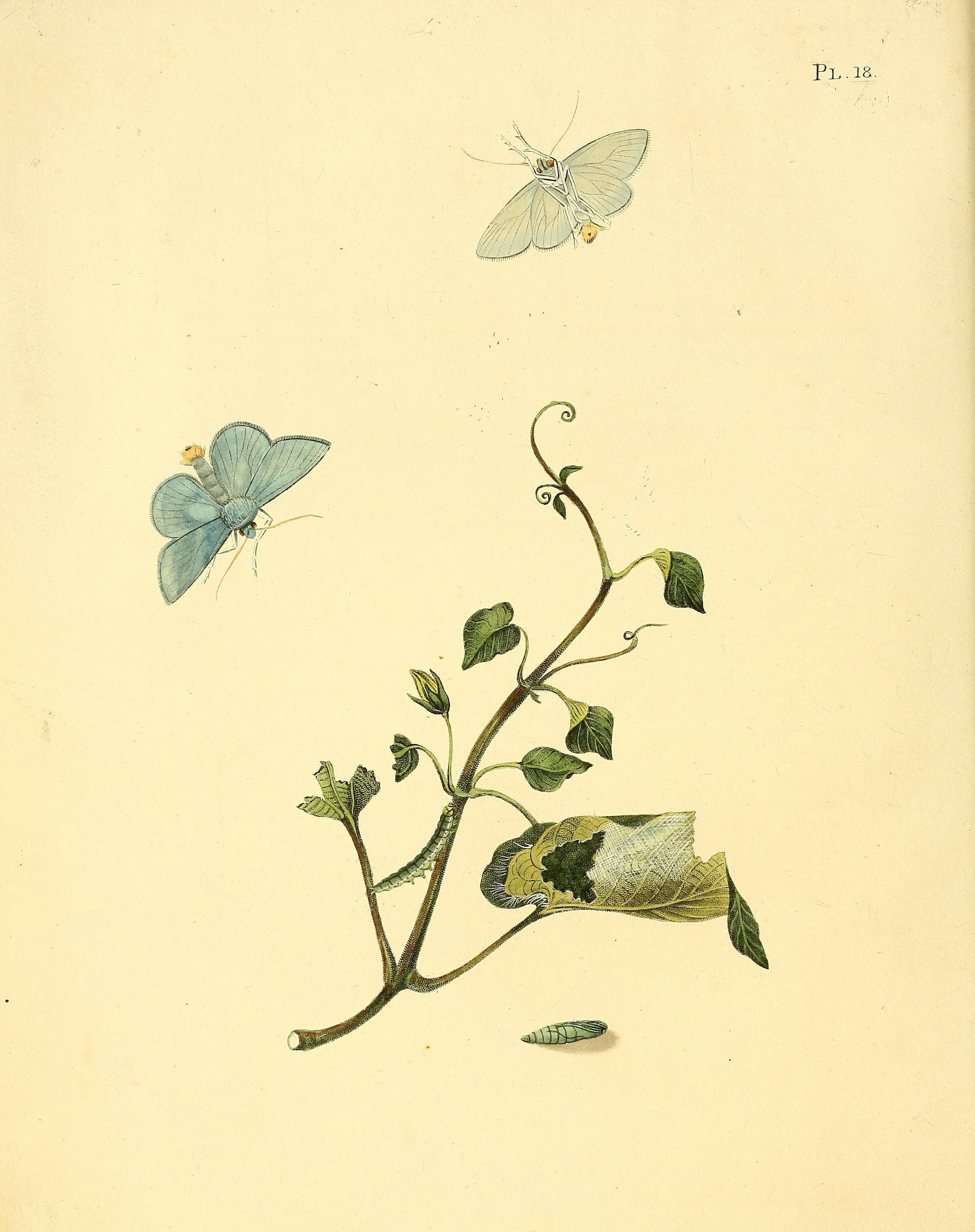

## Dottertaxa tillParotis, i alfabetisk ordning[1]
- Parotis advena
- Parotis amboinalis
- Parotis angustalis
- Parotis ankaratralis
- Parotis arachnealis
- Parotis athysanota
- Parotis atlitalis
- Parotis baldersalis
- Parotis bitjealis
- Parotis bivincta
- Parotis bololalis
- Parotis bracata
- Parotis brevimarginata
- Parotis brunneomarginalis
- Parotis caeruleiceps
- Parotis chlorochroalis
- Parotis chlorophylalis
- Parotis confinis
- Parotis convolvulalis
- Parotis costulalis
- Parotis deidoalis
- Parotis egaealis
- Parotis fallacialis
- Parotis fasciculata
- Parotis fuscitibia
- Parotis herbidalis
- Parotis impia
- Parotis incurvata
- Parotis invernalis
- Parotis laceritalis
- Parotis luzonica
- Parotis malagasa
- Parotis maliferalis
- Parotis marginata
- Parotis marinata
- Parotis melanuralis
- Parotis minor
- Parotis mnesiphylla
- Parotis morvusalis
- Parotis nigroviridalis
- Parotis nilgirica
- Parotis niphopepla
- Parotis ogasawarensis
- Parotis phryneusalis
- Parotis planalis
- Parotis pomonalis
- Parotis prasinalis
- Parotis prasinophila
- Parotis proximalis
- Parotis psittacalis
- Parotis punctiferalis
- Parotis pusillalis
- Parotis pyritalis
- Parotis seitzialis
- Parotis squamitibialis
- Parotis squamopedalis
- Parotis suralis
- Parotis tibialis
- Parotis triangularis
- Parotis tritonalis
- Parotis vernalis
- Parotis vertumnalis
- Parotis woodfordii
- Parotis zambesalis